# Tour d'Elk Grove
El Tour d'Elk Grove és una competició ciclista d'etapes que es disputa al mes d'agost a Elk Grove (Illinois).
La primera edició es disputà el 2006 amb la celebració de dos critèriums. L'any següent ja només se'n va disputar una. Forma part del calendari nacional de curses als Estats Units el 2007, 2009 i 2010. Des del 2011 forma part de l'UCI Amèrica Tour.

## Palmarès
| Any      | Vencedor          | Segon                 | Tercer              |
| -------- | ----------------- | --------------------- | ------------------- |
| 2006 (1) | Hilton Clarke     | Christian Vande Velde | Gordon Fraser       |
| 2006 (2) | Hilton Clarke     | Brad Huff             | Alejandro Acton     |
| 2007     | Nathan O'Neill    | Michael Friedman      | Timothy Duggan      |
| 2008     | David Veilleux    | Hilton Clarke         | Tom Zirbel          |
| 2009     | Karl Menzies      | Brent Bookwalter      | Tom Zirbel          |
| 2010     | Jonathan Cantwell | David Veilleux        | Karl Menzies        |
| 2011     | Luis Amarán       | Robert Sweeting       | Chad Haga           |
| 2012     | François Parisien | John Murphy           | Andy Jacques-Maynes |
| 2013     | Elia Viviani      | Ryan Anderson         | John Murphy         |